# Związek Socjalistycznych Republik Radzieckich na Zimowych Igrzyskach Olimpijskich 1972
ZSRR na Zimowych Igrzyskach Olimpijskich 1972 reprezentowało 76 zawodników: 55 mężczyzn i 21 kobiet. Był to piąty start reprezentacji ZSRR na zimowych igrzyskach olimpijskich.

## Zdobyte medale
| Medal  | Zawodnik | Dyscyplina           | Konkurencja                  | Rezultat     |
| ------ | --- | -------------------- | ---------------------------- | ------------ |
| Złoto  | Aleksandr Tichonow Rinat Safin Iwan Biakow Wiktor Mamatow | Biathlon             | Sztafeta 4 × 7,5 km mężczyzn | 1:51:44,92 h |
| Złoto  | Wiaczesław Wiedienin | Biegi narciarskie    | Bieg na 30 km mężczyzn       | 1:36:31,15 h |
| Złoto  | Władimir Woronkow Jurij Skobow Fiodor Simaszow Wiaczesław Wiedienin | Biegi narciarskie    | Sztafeta 4 × 10 km mężczyzn  | 2:04:47,94 h |
| Złoto  | Galina Kułakowa | Biegi narciarskie    | Bieg na 5 km kobiet          | 17:00,50 min |
| Złoto  | Galina Kułakowa | Biegi narciarskie    | Bieg na 10 km kobiet         | 34:17,82 min |
| Złoto  | Lubow Muchaczowa Alewtina Olunina Galina Kułakowa | Biegi narciarskie    | Sztafeta 3 × 5 km kobiet     | 48:46,15 min |
| Złoto  | Irina Rodnina Aleksiej Ułanow | Łyżwiarstwo figurpwe | Pary sportowe                | 420,4 pkt    |
| Złoto  | Władisław Trietjak Aleksandr Paszkow Witalij Dawidow Władimir Łutczenko Aleksandr Ragulin Wiktor Kuźkin Giennadij Cygankow Walerij Wasiljew Walerij Charłamow Jurij Blinow Władimir Pietrow Anatolij Firsow Aleksandr Malcew Władimir Szadrin Boris Michajłow Władimir Wikułow Aleksandr Jakuszew Igor Romiszewski Jewgienij Miszakow Jewgienij Zimin | Hokej na lodzie      | Turniej mężczyzn             |              |
| Srebro | Fiodor Simaszow | Biegi narciarskie    | Bieg na 15 km mężczyzn       | 46:00,84 min |
| Srebro | Alewtina Olunina | Biegi narciarskie    | Bieg na 10 km kobiet         | 34:54,11 min |
| Srebro | Siergiej Czetwieruchin | Łyżwiarstwo figurowe | Soliści                      | 2672,4 pkt   |
| Srebro | Ludmiła Smirnowa Andriej Surajkin | Łyżwiarstwo figurowe | Pary sportowe                | 419,4 pkt    |
| Srebro | Wiera Krasnowa | Łyżwiarstwo szybkie  | Bieg na 500 m kobiet         | 44,01 s      |
| Brąz   | Wiaczesław Wiedienin | Biegi narciarskie    | Bieg na 50 km mężczyzn       | 2:44:00,19 h |
| Brąz   | Walerij Muratow | Łyżwiarstwo szybkie  | Bieg na 500 m mężczyzn       | 39,80 s      |
| Brąz   | Ludmiła Titowa | Łyżwiarstwo szybkie  | Bieg na 500 m kobiet         | 44,45 s      |

## Skład kadry

### Biathlon
Mężczyźni
| Zawodnik                                                  | Konkurencja         | czas biegu | Kary | Łączny czas | Pozycja |
| --------------------------------------------------------- | ------------------- | ---------- | ---- | ----------- | ------- |
| Aleksandr Tichonow                                        | Bieg na 20 km       | 1:12:48,65 | 4:00 | 1:16:48,65  | 4.      |
| Wiktor Mamatow                                            | Bieg na 20 km       | 1:16:16,26 | 2:00 | 1:18:16,26  | 7.      |
| Rinat Safin                                               | Bieg na 20 km       | 1:15:22,59 | 7:00 | 1:22:22,59  | 19.     |
| Iwan Biakow                                               | Bieg na 20 km       | 1:17:42,78 | 3:00 | 1:20:42,78  | 12.     |
| Aleksandr Tichonow Rinat Safin Iwan Biakow Wiktor Mamatow | Sztafeta 4 × 7,5 km | 1:51:44,92 | 3    | 1:51:44,92  | złoto   |

### Biegi narciarskie
Mężczyźni
| Zawodnik                                                            | Konkurencja        | czas       | Pozycja |
| ------------------------------------------------------------------- | ------------------ | ---------- | ------- |
| Fiodor Simaszow                                                     | Bieg na 15 km      | 46:00,84   | srebro  |
| Jurij Skobow                                                        | Bieg na 15 km      | 46:04,59   | 5.      |
| Władimir Woronkow                                                   | Bieg na 15 km      | 46:33,43   | 12.     |
| Walerij Tarakanow                                                   | Bieg na 15 km      | 46:48,32   | 16.     |
| Wiaczesław Wiedienin                                                | Bieg na 30 km      | 1:36:31,15 | złoto   |
| Fiodor Simaszow                                                     | Bieg na 30 km      | 1:38:22,50 | 6.      |
| Jurij Skobow                                                        | Bieg na 30 km      | 1:40:18,70 | 15.     |
| Władimir Dołganow                                                   | Bieg na 30 km      | 1:40:48,85 | 16.     |
| Wiaczesław Wiedienin                                                | Bieg na 50 km      | 2:44:00,19 | brąz    |
| Fiodor Simaszow                                                     | Bieg na 50 km      | 2:45:08,93 | 8.      |
| Iwan Pronin                                                         | Bieg na 50 km      | 2:49:45,59 | 15.     |
| Iwan Garanin                                                        | Bieg na 50 km      | 2:50:00,78 | 17.     |
| Władimir Woronkow Jurij Skobow Fiodor Simaszow Wiaczesław Wiedienin | Sztafeta 4 × 10 km | 2:04:47,94 | złoto   |

Kobiety
| Zawodnik                                          | Konkurencja       | czas     | Pozycja |
| ------------------------------------------------- | ----------------- | -------- | ------- |
| Galina Kułakowa                                   | Bieg na 5 km      | 17:00,50 | złoto   |
| Alewtina Olunina                                  | Bieg na 5 km      | 17:07,40 | 4.      |
| Lubow Muchaczowa                                  | Bieg na 5 km      | 17:12,08 | 6.      |
| Nina Fiodorowa                                    | Bieg na 5 km      | 17:25,62 | 10.     |
| Galina Kułakowa                                   | Bieg na 10 km     | 34:17,82 | złoto   |
| Alewtina Olunina                                  | Bieg na 10 km     | 34:54,11 | srebro  |
| Lubow Muchaczowa                                  | Bieg na 10 km     | 34:58,56 | 4.      |
| Nina Szebalina                                    | Bieg na 10 km     | 35:54,59 | 10.     |
| Lubow Muchaczowa Alewtina Olunina Galina Kułakowa | Sztafeta 3 × 5 km | 48:46,15 | złoto   |

### Hokej na lodzie
Reprezentacja mężczyzn
| - Władisław Trietjak - Aleksandr Paszkow - Witalij Dawidow - Władimir Łutczenko - Aleksandr Ragulin - Wiktor Kuźkin - Giennadij Cygankow - Walerij Wasiljew - Walerij Charłamow - Jurij Blinow |  | - Władimir Pietrow - Anatolij Firsow - Aleksandr Malcew - Władimir Szadrin - Boris Michajłow - Władimir Wikułow - Aleksandr Jakuszew - Igor Romiszewski - Jewgienij Miszakow - Jewgienij Zimin |

Reprezentacja ZSRR w rundzie kwalifikacyjnej miała "wolny" los i tym samym awansowała do grupy finałowej turnieju olimpijskiego, w której zajęła 1. miejsce, broniąc tym samym złotego medalu olimpijskiego zdobytego na poprzednich igrzyskach.

### Grupa Finałowa
| Drużyna           | M | Mecze | Mecze | Mecze | Bramki | Bramki | Bramki | Pkt | Uwagi |
| Drużyna           | M | W     | R     | P     | +      | –      | +/-    | Pkt | Uwagi |
| ----------------- | - | ----- | ----- | ----- | ------ | ------ | ------ | --- | ----- |
| ZSRR              | 5 | 4     | 1     | 0     | 33     | 13     | +20    | 9   |       |
| Stany Zjednoczone | 5 | 3     | 0     | 2     | 18     | 15     | +3     | 6   |       |
| Czechosłowacja    | 5 | 3     | 0     | 2     | 26     | 13     | +13    | 6   |       |
| Szwecja           | 5 | 2     | 1     | 2     | 17     | 13     | +4     | 5   |       |
| Finlandia         | 5 | 2     | 0     | 3     | 14     | 24     | -10    | 4   |       |
| Polska            | 5 | 0     | 0     | 5     | 9      | 39     | -30    | 0   |       |

Wyniki
| 5 lutego 1972 | ZSRR | 9:3 | Finlandia |  |

| Godzina: 19:00 |  | (3:2, 3:1, 3:0) |  |  |

| 7 lutego 1972 | ZSRR | 3:3 | Szwecja |  |

| Godzina: 11:30 |  | (1:0, 1:0, 2:0) |  |  |

| 9 lutego 1972 | ZSRR | 7:2 | Stany Zjednoczone |  |

| Godzina: 19:00 |  | (2:0, 3:0, 2:2) |  |  |

| 10 lutego 1972 | ZSRR | 9:3 | Polska |  |

| Godzina: 14:00 |  | (4:0, 4:2, 1:1) |  |  |

| 13 lutego 1972 | ZSRR | 5:2 | Czechosłowacja |  |

| Godzina: 12:30 |  | (2:0, 2:1, 1:1) |  |  |

### Kombinacja norweska
Mężczyźni
| Zawodnik           | Konkurencja   | Bieg narciarski | Bieg narciarski | Bieg narciarski | Skoki narciarskie | Skoki narciarskie | Skoki narciarskie | Skoki narciarskie | Skoki narciarskie | Skoki narciarskie | Skoki narciarskie | Skoki narciarskie | Łącznie | Pozycja |
| Zawodnik           | Konkurencja   | Czas biegu      | Pozycja         | Punkty          | Skok 1            | Nota              | Skok 2            | Nota              | Skok 3            | Nota              | Punkty            | Pozycja           | Łącznie | Pozycja |
| ------------------ | ------------- | --------------- | --------------- | --------------- | ----------------- | ----------------- | ----------------- | ----------------- | ----------------- | ----------------- | ----------------- | ----------------- | ------- | ------- |
| Aleksandr Nosow    | Indywidualnie | 52:08,7         | 27.             | 186,430         | 70,0              | 80,8              | 77,5              | 100,4             | 79,5              | 100,9             | 201,3             | 3.                | 387,730 | 7.      |
| Michaił Artiuchow  | Indywidualnie | 50:57,0         | 12.             | 197,185         | 73,5              | 91,4              | 70,5              | 88,2              | 74,0              | 91,6              | 183,0             | 14.               | 380,185 | 11.     |
| Anatolij Zajcew    | Indywidualnie | 50:10,4         | 8.              | 204,175         | 63,0              | 69,6              | 66,5              | 78,3              | 68,0              | 80,0              | 158,3             | 26.               | 362,475 | 22.     |
| Wiaczesław Driagin | Indywidualnie | 50:29,4         | 9.              | 201,325         | 55,0              | 40,8              | 66,0              | 72,5              | 70,0              | 73,7              | 146,2             | 35.               | 347,525 | 29.     |

### Łyżwiarstwo figurowe
| Zawodnik                          | Konkurencja   | Nota   | Pozycja |
| --------------------------------- | ------------- | ------ | ------- |
| Marina Sanaja                     | Solistki      | 2198,6 | 18.     |
| Siergiej Czetwieruchin            | Soliści       | 2672,4 | srebro  |
| Władimir Kowalow                  | Soliści       | 2521,6 | 8.      |
| Jurij Owczynnikow                 | Soliści       | 2477,5 | 12.     |
| Irina Rodnina Aleksiej Ułanow     | Pary sportowe | 420,4  | złoto   |
| Ludmiła Smirnowa Andriej Surajkin | Pary sportowe | 419,4  | srebro  |
| Irina Czerniajewa Wasilij Błagow  | Pary sportowe | 399,1  | 6.      |

### Łyżwiarstwo szybkie
Mężczyźni
| Zawodnik           | Konkurencja   | Konkurencja   | Konkurencja    | Konkurencja    | Konkurencja    | Konkurencja    | Konkurencja      | Konkurencja      |
| Zawodnik           | Bieg na 500 m | Bieg na 500 m | Bieg na 1500 m | Bieg na 1500 m | Bieg na 5000 m | Bieg na 5000 m | Bieg na 10 000 m | Bieg na 10 000 m |
| Zawodnik           | Czas          | Miejsce       | Czas           | Miejsce        | Czas           | Miejsce        | Czas             | Miejsce          |
| ------------------ | ------------- | ------------- | -------------- | -------------- | -------------- | -------------- | ---------------- | ---------------- |
| Walerij Muratow    | 39,80         | brąz          | 2:11,83        | 21.            |                |                |                  |                  |
| Walerij Ławruszkin |               |               | 2:07,16        | 6.             | 7:39,26        | 7.             | 15:20,08         | 5.               |
| Władimir Komarow   | 40,65         | 14.           |                |                |                |                |                  |                  |

Kobiety
| Zawodnik              | Konkurencja   | Konkurencja   | Konkurencja    | Konkurencja    | Konkurencja    | Konkurencja    | Konkurencja    | Konkurencja    |
| Zawodnik              | Bieg na 500 m | Bieg na 500 m | Bieg na 1000 m | Bieg na 1000 m | Bieg na 1500 m | Bieg na 1500 m | Bieg na 3000 m | Bieg na 3000 m |
| Zawodnik              | Czas          | Miejsce       | Czas           | Miejsce        | Czas           | Miejsce        | Czas           | Miejsce        |
| --------------------- | ------------- | ------------- | -------------- | -------------- | -------------- | -------------- | -------------- | -------------- |
| Wiera Krasnowa        | 44,01         | srebro        |                |                |                |                |                |                |
| Ludmiła Titowa        | 44,45         | brąz          | 1:31,85        | 4.             |                |                |                |                |
| Ałła Butowa           | 45,17         | 8.            |                |                |                |                |                |                |
| Nina Statkiewicz      |               |               | 1:31,21        | 5.             | 2:23,19        | 6.             | 5:01,67        | 5.             |
| Ludmiła Sawrulina     |               |               | 1:33,41        | 10.            |                | 14.            | 5:06,61        | 8.             |
| Kapitolina Sieriogina |               |               |                |                | 2:24,29        | 9.             | 5:01,88        | 6.             |

### Narciarstwo alpejskie
Mężczyźni
| Zawodnik             | Konkurencja | Konkurencja | Konkurencja              | Konkurencja              | Konkurencja              | Konkurencja              | Konkurencja         | Konkurencja         | Konkurencja      | Konkurencja      |
| Zawodnik             | Zjazd       | Zjazd       | Slalom gigant            | Slalom gigant            | Slalom gigant            | Slalom gigant            | Slalom specjalny    | Slalom specjalny    | Slalom specjalny | Slalom specjalny |
| Zawodnik             | Czas        | Pozycja     | Czas 1-go przejazdu      | Czas 2-go przejazdu      | Czas łączny              | Pozycje                  | Czas 1-go przejazdu | Czas 2-go przejazdu | Czas łączny      | Pozycja          |
| -------------------- | ----------- | ----------- | ------------------------ | ------------------------ | ------------------------ | ------------------------ | ------------------- | ------------------- | ---------------- | ---------------- |
| Siergiej Griszczenko | 2:03,19     | 46.         | Nie ukończył konkurencji | Nie ukończył konkurencji | Nie ukończył konkurencji | Nie ukończył konkurencji | 1:02,97             | 59,70               | 2:02,67          | 22.              |

Kobiety
| Zawodniczka       | Konkurencja | Konkurencja | Konkurencja   | Konkurencja   | Konkurencja                  | Konkurencja                  | Konkurencja                  | Konkurencja                  |
| Zawodniczka       | Zjazd       | Zjazd       | Slalom gigant | Slalom gigant | Slalom specjalny             | Slalom specjalny             | Slalom specjalny             | Slalom specjalny             |
| Zawodniczka       | Czas        | Pozycja     | Czas          | Pozycja       | Czas 1-go przejazdu          | Czas 2-go przejazdu          | Czas łączny                  | Pozycja                      |
| ----------------- | ----------- | ----------- | ------------- | ------------- | ---------------------------- | ---------------------------- | ---------------------------- | ---------------------------- |
| Galina Szichowa   | 1:43,88     | 34.         | 1:43,74       | 34.           | 52,07                        | 53,74                        | 1:45,81                      | 19.                          |
| Nina Mierkułowa   | 1:44,48     | 37.         | 1:41,18       | 33.           | Dyskwalifikacja              | Nie ukończyła konkurencji    | Nie ukończyła konkurencji    | Nie ukończyła konkurencji    |
| Swietłana Isakowa | 1:44,83     | 39.         | 1:40,20       | 31.           | Nie ukończyła 1-go przejazdu | Nie ukończyła 1-go przejazdu | Nie ukończyła 1-go przejazdu | Nie ukończyła 1-go przejazdu |

### Saneczkarstwo
Mężczyźni
| Zawodnik                       | Konkurencja | Ślizg 1 | Ślizg 2 | Ślizg 3 | Ślizg 4 | Łącznie | Pozycja |
| ------------------------------ | ----------- | ------- | ------- | ------- | ------- | ------- | ------- |
| Jurij Jegorow                  | Jedynki     | 55,08   | 54,58   | 54,64   | 53,70   | 3:38,00 | 29.     |
| Siergiej Osipow                | Jedynki     | 55,48   | 55,27   | 54,06   | 54,18   | 3:38,99 | 33.     |
| Wiktor Iljin                   | Jedynki     | 56,12   | 55,50   | 55,21   | 55,25   | 3:42,08 | 37.     |
| Jurij Swietkow                 | Jedynki     | 1:00,82 | 55,01   | 54,08   | 53,78   | 3:43,69 | 41.     |
| Jurij Swietkow Siergiej Osipow | Dwójki      | 45,64   | 45,48   |         |         | 1:31,12 | 12.     |
| Jurij Jegorow Wiktor Iljin     | Dwójki      | 45,66   | 45,53   |         |         | 1:31,19 | 13.     |

Kobiety
| Zawodnik        | Konkurencja | Ślizg 1 | Ślizg 2 | Ślizg 3 | Ślizg 4 | Łącznie | Pozycja |
| --------------- | ----------- | ------- | ------- | ------- | ------- | ------- | ------- |
| Nina Szaszkowa  | Jedynki     | 46,18   | 46,38   | 46,36   | 45,46   | 3:04,38 | 12.     |
| Nina Ignatiewa  | Jedynki     | 46,82   | 46,84   | 46,70   | 46,09   | 3:06,45 | 17.     |
| Natalja Omszewa | Jedynki     | 47,18   | 47,39   | 46,85   | 46,85   | 3:08,27 | 20.     |

### Skoki narciarskie
Mężczyźni
| Konkurencja            | Skoczek           | Skok 1    | Skok 1 | Skok 2    | Skok 2 | Nota  | Pozycja |
| Konkurencja            | Skoczek           | odległość | Nota   | odległość | Nota   | Nota  | Pozycja |
| ---------------------- | ----------------- | --------- | ------ | --------- | ------ | ----- | ------- |
| Skocznia normalna K-86 | Garij Napałkow    | 79,5      | 112,4  | 76,0      | 107,8  | 220,2 | 7.      |
| Skocznia normalna K-86 | Koba Cakadze      | 77,5      | 109,7  | 77,5      | 110,2  | 219,9 | 9.      |
| Skocznia normalna K-86 | Jurij Kalinin     | 78,5      | 111,8  | 73,5      | 99,8   | 211,6 | 20.     |
| Skocznia normalna K-86 | Anatolij Żegłanow | 73,5      | 102,3  | 75,0      | 107,7  | 210,0 | 21.     |
| Skocznia duża K-110    | Garij Napałkow    | 99,5      | 111,3  | 92,0      | 98,8   | 210,1 | 6.      |
| Skocznia duża K-110    | Siergiej Janin    | 89,0      | 93,1   | 87,0      | 88,3   | 181,4 | 21.     |
| Skocznia duża K-110    | Anatolij Żegłanow | 80,5      | 73,7   | 90,0      | 97,0   | 170,7 | 32.     |
| Skocznia duża K-110    | Koba Cakadze      | 93,0      | 69,7   | 90,0      | 95,5   | 165,2 | 35.     |